# Pikkelyesfejű süvöltő
A pikkelyesfejű süvöltő (Pyrrhula nipalensis) a madarak osztályának verébalakúak (Passeriformes) rendjébe és a pintyfélék (Fringillidae) családjába tartozó faj.

## Rendszerezése
A fajt Brian Houghton Hodgson angol ornitológus írta le 1836-ban.

## Alfajai
- Pyrrhula nipalensis nipalensis (Hodgson, 1836) - a Himalája nyugati és középső része (Pakisztán, észak- és északkelet-India, Nepál és  Bhután)
- Pyrrhula nipalensis ricketti (La Touche, 1905) - India északkeleti része, észak-Mianmar, délkelet-Kína és északnyugat-Vietnám
- Pyrrhula nipalensis victoriae (Rippon, 1906) - Mianmar nyugati része
- Pyrrhula nipalensis waterstradti (Hartert, 1902) - Malajzia
- Pyrrhula nipalensis uchidai (Kuroda, 1916) - Tajvan [2]

## Előfordulása
Dél- és Délkelt-Ázsiában, Bhután, Kína, India, Malajzia, Mianmar, Nepál, Pakisztán, Tajvan és Vietnám területén honos. Természetes élőhelyei a szubtrópusi és trópusi hegyi esőerdők és cserjések.

## Megjelenése
Testhossza 17 centiméter, testtömege 18–29 gramm.

## Életmódja
Többnyire különböző magokkal, virágokkal, rügyekkel és bogyókkal táplálkozik.

## Természetvédelmi helyzete
Az elterjedési területe rendkívül nagy, egyedszám pedig stabil. A Természetvédelmi Világszövetség Vörös listáján nem fenyegetett fajként szerepel.